# 钕
钕（舊譯釢、鋖），是一種化學元素，其化學符號为Nd，原子序數为60，原子量為144.242 u，属于镧系元素，也是稀土元素之一。钕是一種中等硬度、略具延展性的银白色金属，有顺磁性，化學性質较活泼，室温下在空气中會缓慢氧化，能与水和酸作用放出氢。钕氧化后，会形成粉红色、蓝紫色和黄色的化合物，分别处于+2、+3和+4氧化态。釹在水溶液中最穩定的氧化態為+3。
钕于1885年由奥地利化学家卡尔·奥尔·冯·韦尔斯巴赫发现。钕並不以純金屬態存在自然界中，而是與其他稀土金屬一同出現在独居石和氟碳鈰礦等矿物中。虽然钕被归类为稀土元素，但它在地殼中相當普遍，並不比钴、镍或铜稀有。釹是地殼中豐度第二高的鑭系及稀土元素，僅次於鈰。如同大多數稀土金屬，世界上大部分的商業用钕都是在中国开采的。
钕化合物在1927年首次商业用作玻璃染料，现在仍然是玻璃中流行的添加剂。钕化合物的颜色主要來自其中的Nd3+离子，通常为红紫色，但会随着光照的类型而变化。一些掺雜钕離子的玻璃被用作发射波长在1047到1062奈米之间的红外线激光器材料，應用于慣性局限融合等需要極高功率雷射的技術。钕还作為其他各种基质晶体的摻雜劑，例如摻釹的钇铝石榴石（Nd:YAG）被廣泛用作醫療、牙科和工業等領域的雷射器材料（掺钕钇铝石榴石激光）。
钕的另一个重要用途是用于制造一种高强度的永久磁铁——钕磁铁的合金材料。钕磁铁广泛用于麦克风、专业扬声器、入耳式耳机、高性能业余直流电动机以及需要低质量、小体积或强磁场的计算机硬盘等产品中。體積较大的钕磁铁则用于高功率和重量的电动机（例如混合动力汽车）和发电机（例如飞机和风力发动机的发电机），通常會在其中添加少量的鏑或鋱以維持其在高溫環境下的性能。隨著人口增長、工業發展和再生能源的興起，電動車馬達和風力發電機等產業對釹磁鐵的需求量與日俱增，世界各國正在積極建立釹、鏑等稀土資源的穩定供應鏈、提升稀土資源的回收再利用水準，以及致力於替代材料的開發。

## 性质

### 物理性质
釹是第四個鑭系元素，熔點為1024°C，沸點為3074°C。金属钕具有明亮的银色金属光泽。
钕有两种同素异形体，在溫度達到約863 °C時釹会从六方晶系转换成体心立方晶系。如同大多數鑭系元素，钕在室温下是顺磁性的，在冷却到20 K（−253.2 °C）时會变成反铁磁性的。用於製造钕磁铁的钕铁合金是铁磁性的。

### 化学性质
钕為較活潑的金屬，在空氣中会迅速氧化，形成會像铁锈一样不斷剝落的氧化层，因而無法防止內部的釹繼續氧化。一立方公分大小的金属釹样品會在大约一年内完全腐蚀。
釹在150 °C时很容易燃烧形成氧化钕並鈍化，剥开表層的氧化釹後后內部的钕会继续和氧气反应：
4Nd + 3O
2 → 2Nd
2O
3
如同其他鑭系元素，釹最尋常的氧化態為+3，但也存在+2及+4的氧化態，甚至能在非常罕見的情況下形成+0態。钕的电正性很大，和冷水反应较慢，但和热水反应迅速，形成氢氧化钕：
2Nd (s) + 6H
2O (l) → 2Nd(OH)
3 (aq) + 3H
2 (g)
金属钕能和所有的卤素剧烈反应：
2Nd (s) + 3F
2 (g) → 2NdF
3 (s) （紫色）
2Nd (s) + 3Cl
2 (g) → 2NdCl
3 (s) （粉紫色）
2Nd (s) + 3Br
2 (g) → 2NdBr
3 (s) （紫色）
2Nd (s) + 3I
2 (g) → 2NdI
3 (s) （绿色）
钕和稀硫酸反应，形成含有淡紫色的Nd3+离子的溶液。它以[Nd(OH2)9]3+配合物的形式存在：
2Nd (s) + 3H
2SO
4 (aq) → 2Nd3+ (aq) + 3SO2−
4 (aq) + 3H
2 (g)

### 化合物

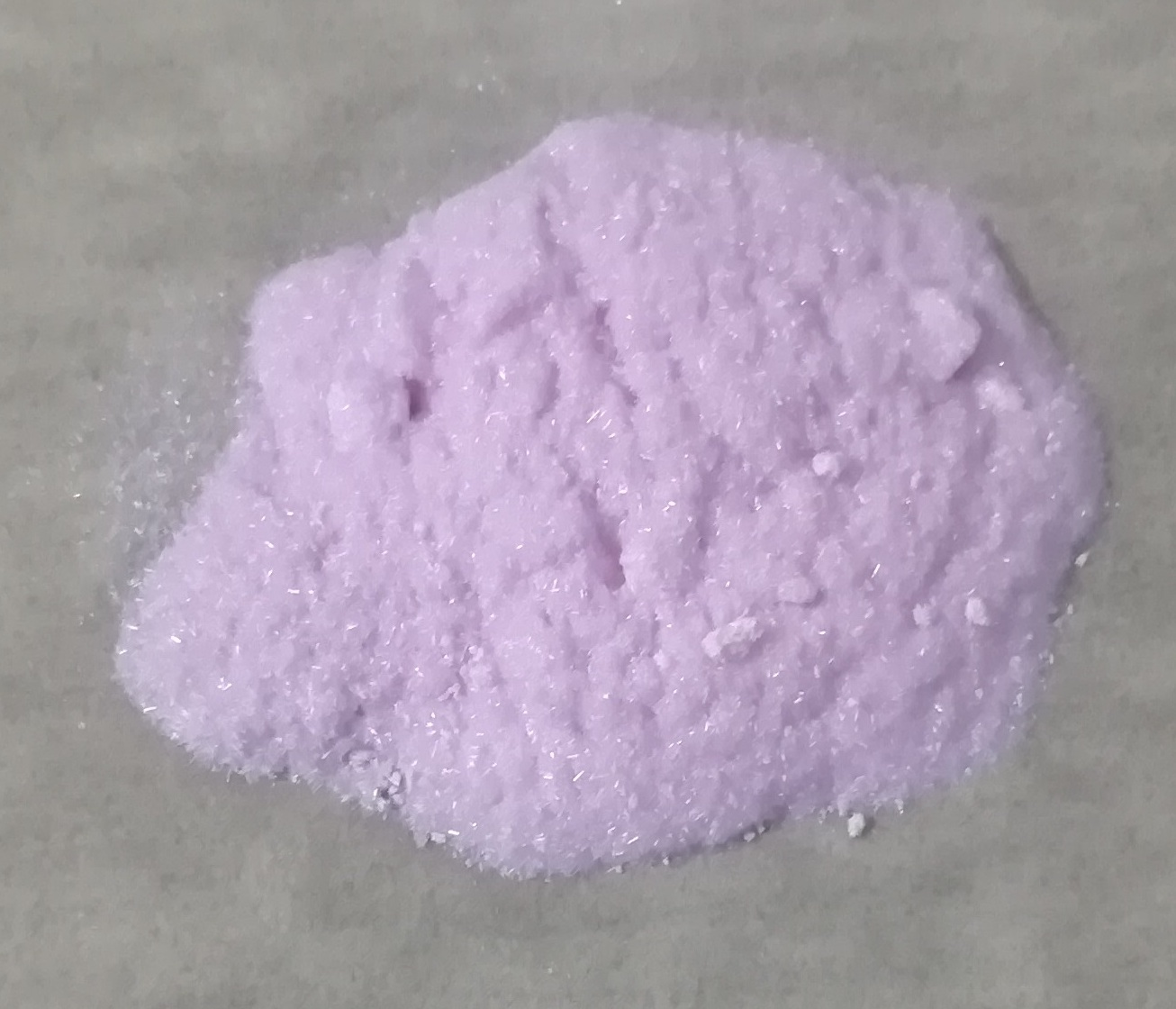
醋酸釹粉末

主要的钕化合物包括：

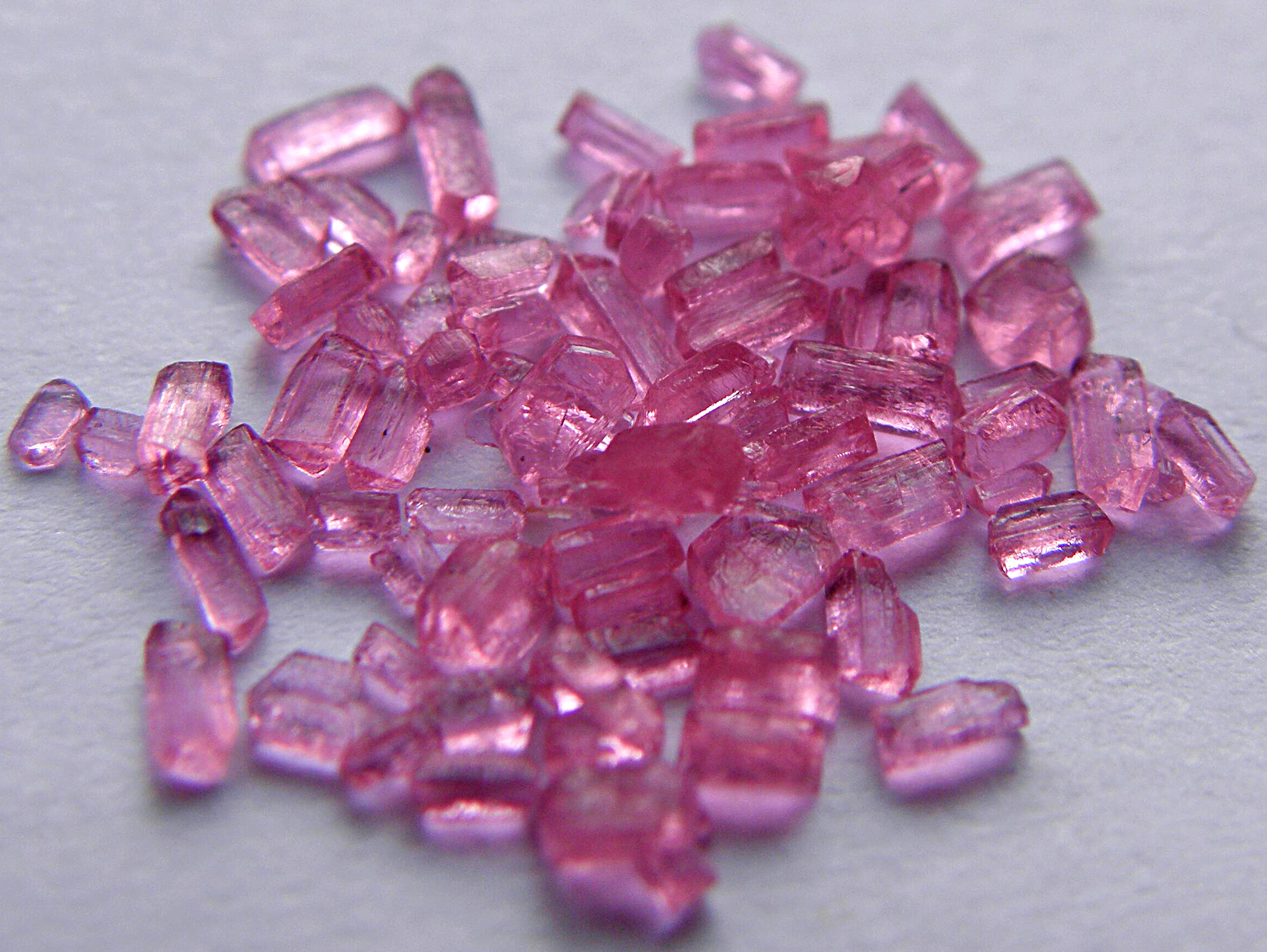
硫酸钕晶體

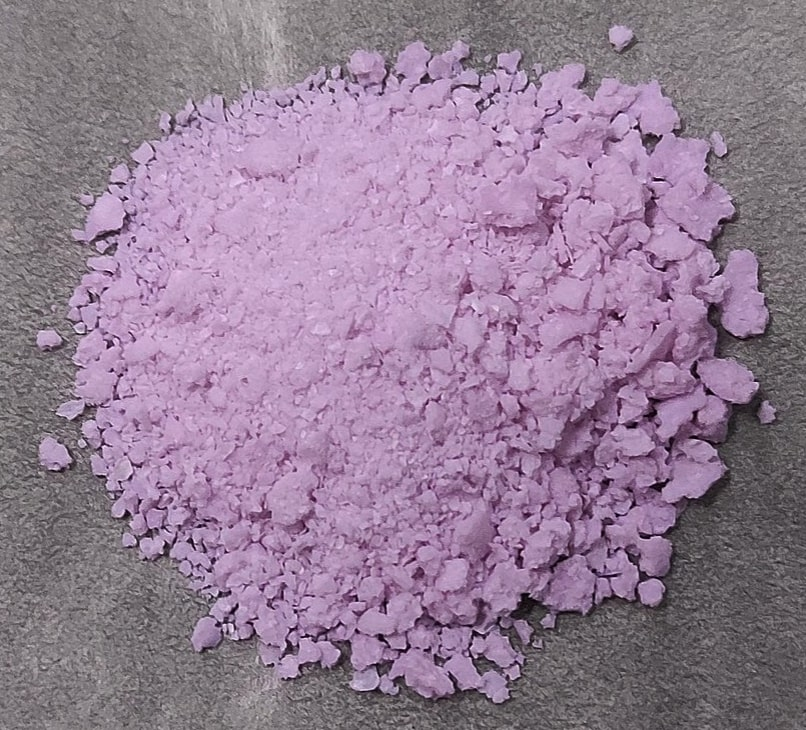
氫氧化釹粉末

- 卤化物：氟化钕 (NdF3)，四氟化钕(NdF4)，氯化钕 (NdCl3)，溴化钕 (NdBr3)，碘化钕 (NdI3)
- 氧化物：氧化钕 (Nd
2O
3)
- 硫化物：一硫化钕 (NdS)，三硫化二钕(Nd
2S
3)
- 氮化物：氮化钕 (NdN)
- 氢氧化物：氢氧化钕 (Nd(OH)
3)
- 磷化物：磷化钕 (NdP)
- 碳化物：碳化钕 (NdC
2)
- 硝酸盐：硝酸钕 (Nd(NO
3)
3)
- 硫酸盐：硫酸钕 (Nd
2(SO
4)
3)
- 合金：釹磁鐵 (Nd
2Fe
14B)

釹（III）化合物的外觀通常介乎粉紅色至紫色間。一些钕化合物的颜色会随着光线而变化。

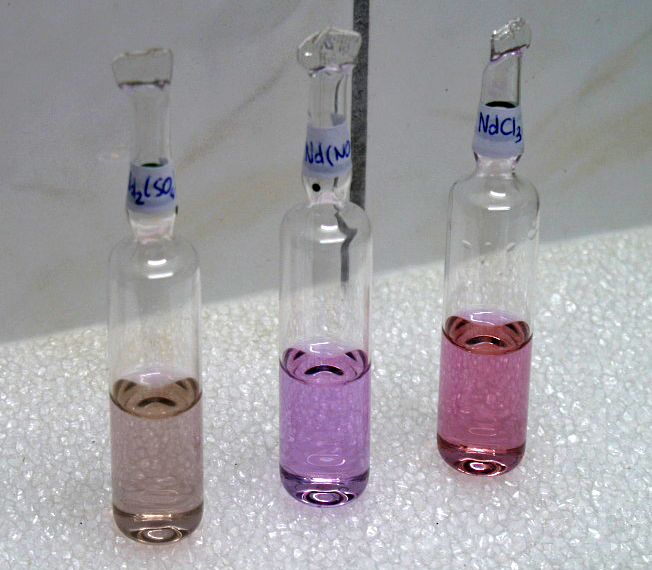
日光灯下的钕化合物溶液，从左到右分别为硫酸钕、硝酸钕和氯化钕。
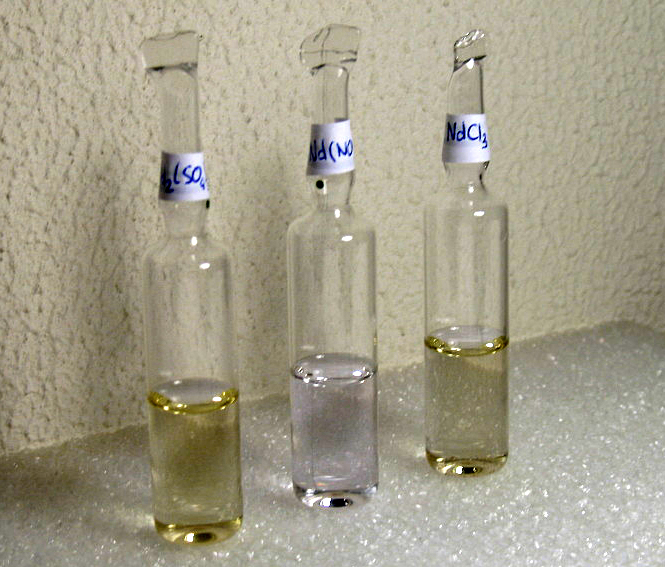
一体式荧光灯下的钕化合物
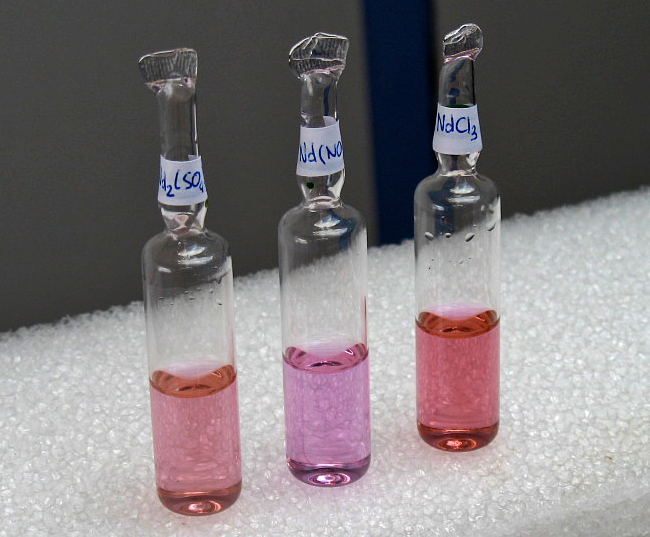
正常日光下的钕化合物

### 同位素
天然的钕由七种同位素组成，分别是穩定的142Nd、143Nd、145Nd、146Nd、148Nd和長壽命的原始放射性核種144Nd（α衰变，半衰期2.29×1015年）、150Nd（双β衰变，半衰期9.3×1018年）。其中，142Nd最常见，占了天然钕的27.2%。
除了以上7種天然同位素外，釹還有31種人工合成的放射性同位素，其中壽命最長的是147Nd，半衰期為10.98天，其餘同位素的半衰期都短于6小時，大部分低于70秒。钕還有13个已知的核同质异能素，其中較稳定的有139mNd （半衰期5.5小时）、135mNd（半衰期5.5分钟）和133m1Nd（半衰期約70秒）。
比142Nd輕的放射性同位素主要發生正電子發射或電子俘獲衰變成鐠的同位素，而較重的放射性同位素主要發生β衰變形成鉕的同位素。
值得一提的是，理論計算顯示五種穩定的釹同位素中，除了142Nd之外的其餘四種同位素都有機率衰變成鈰或釤的同位素，而142Nd則估計會自發裂變並釋放出能量。然而上述的衰變模式從來都沒有被科學家實際觀測到過，不過目前科學家已透過實驗測量了143Nd、145Nd、146Nd和148Nd的半衰期下限：
143Nd: >3.1×1018年（α衰變）
145Nd: >6.0×1016年（α衰變）
146Nd: >1.6×1018年（雙β衰變）
148Nd: >3.0×1018年（雙β衰變）

## 历史

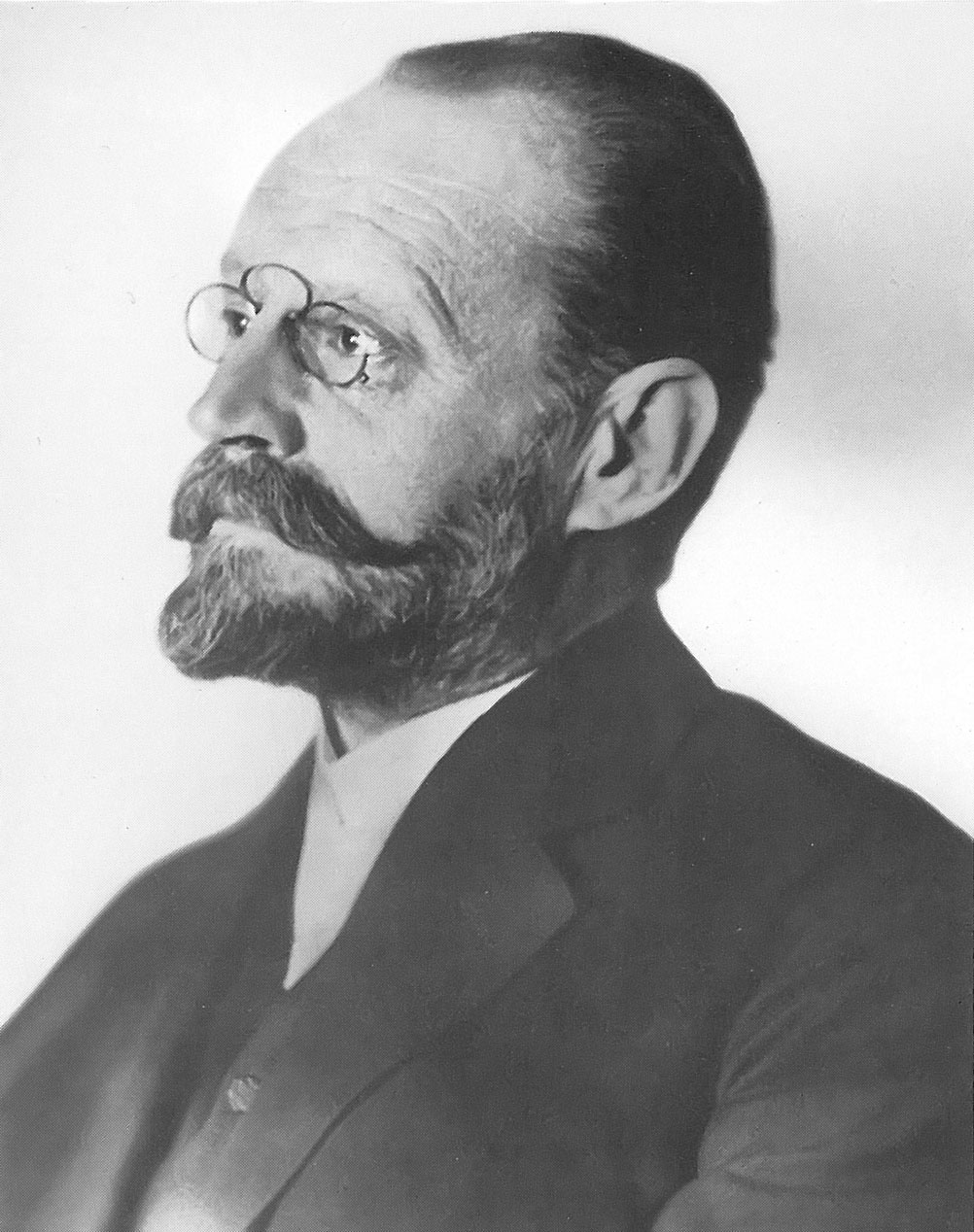
卡尔·奥尔·冯·韦尔斯巴赫 (1858–1929)，钕的发现者

钕是由奥地利化学家卡尔·奥尔·冯·韦尔斯巴赫于1885年在维也纳发现的。他在硝酸溶液中对Didymium的硝酸盐进行分步结晶，从Didymium中分离出了钕和镨。韦尔斯巴赫通过光谱学确认了钕的存在，但是得到的样本纯度低。Didymium是由卡尔·莫桑德尔在1841年发现的。纯的钕金屬直到1925年才被分离出來。neodymium这个名称由希腊文字neos（νέος，意为新）和didymos（διδύμος，意为双胞胎）组成。

## 存在和生产

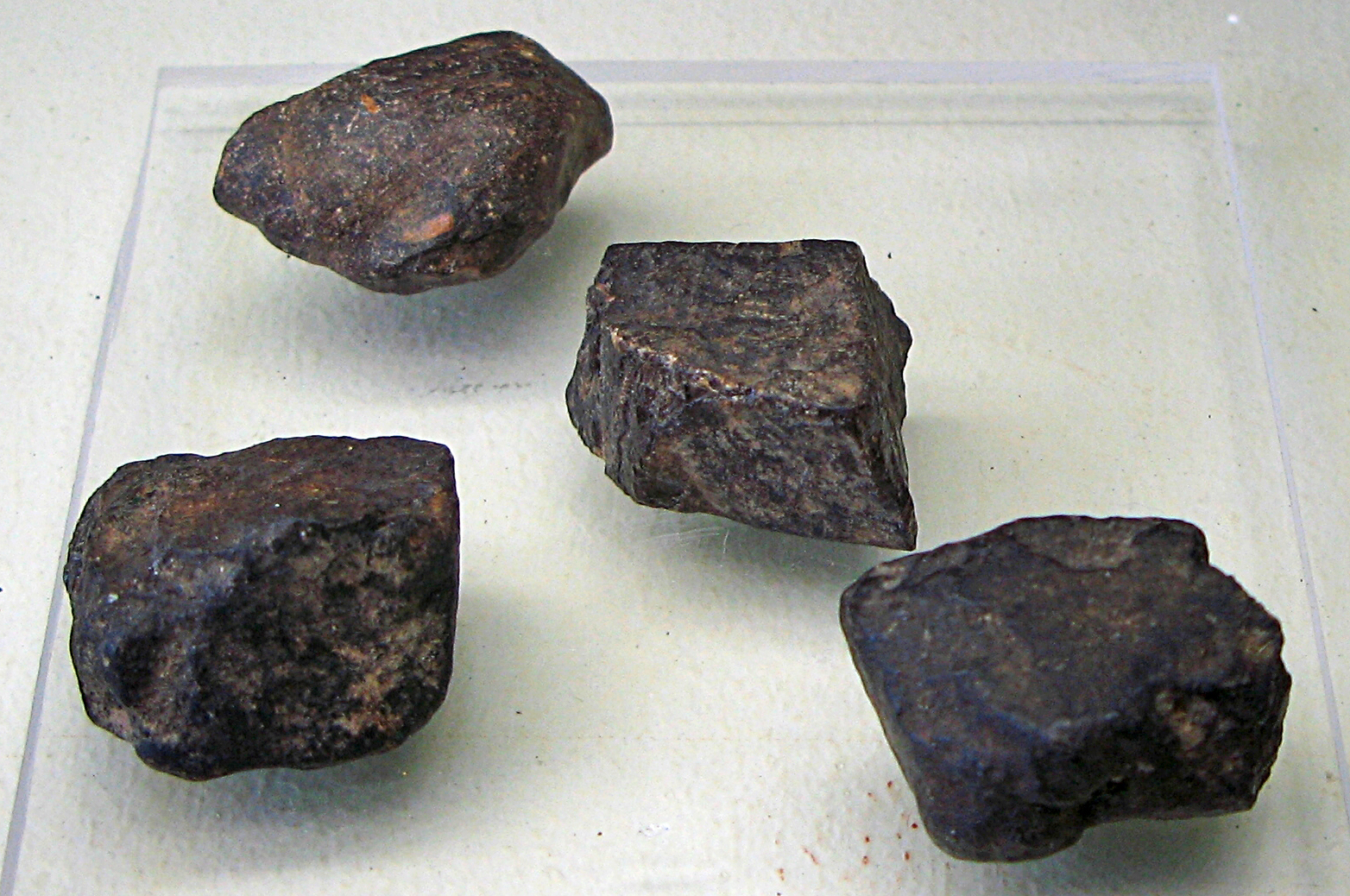
氟碳铈矿

钕虽然是所謂的稀土元素之一，但實際上一点也不稀有。釹在地殼中的元素豐度排名位居第27位，丰度约为38 mg/kg，在稀土元素中位居第二，仅次于铈，釹的含量甚至比鎢、鉛、錫等常見金屬高得多。
钕在自然界中很少以游离元素的形式被发现，而是存在于诸如独居石和氟碳鈰礦等稀土礦物中，这些矿石中含有所有的稀土金属。钕在这些矿物中很少占主导地位，铈通常是这些矿物中最丰富的稀土元素，不过也有少數例外，如釹独居石（monazite-(Nd)）和羟碳钕石（kozoite-(Nd)）等。
Nd3+离子的大小与其他轻镧系元素（從鑭開始到钐和铕的镧系元素）相似，因此钕往往与它们一起出现在磷酸盐、硅酸盐和碳酸盐矿物中，例如独居石（MIIIPO4）和氟碳铈矿（MIIICO3F），其中M代表除了钪和放射性的钷以外的所有稀土元素（以鈰、鑭和釔居多，釹和鐠次之）。氟碳铈矿中通常缺乏钍和重镧系元素，因此从中提取轻镧系元素所需的工作量较少。矿石经粉碎、研磨后，首先用热浓硫酸处理，放出二氧化碳、氟化氢和四氟化硅。然后，将产物干燥并用水浸出，在溶液中留下輕镧系元素离子（包括钕）。
钕的主要矿区位於中国、美国、巴西、印度、斯里兰卡和澳大利亚。全世界钕的储量估计约为800万吨。2004年世界钕的产量约为7000吨，其中大部分来自中国。历史上，中国政府对该元素实施了战略物资管制，导致釹的价格出现较大波动。价格和供货的不确定性导致公司（尤其是日本公司）降低永磁体和相关电动机中稀土的用量；然而，到目前为止，他们还无法消除对钕的需求。根据美国地质调查局，格陵兰拥有最大的未开发稀土矿床储量，尤其是钕。由于在開採稀土的过程中會释放釷等放射性物质，在这些地点的採礦行為与当地居民发生冲突。
在氟碳铈矿和独居石等富含轻稀土元素的矿物之商业矿床中，钕通常占稀土總含量的10-18%。由于钕（III）化合物的顏色是三价稀土元素化合物中最醒目的，因此当礦物中不存在其他與之竞争的发色团时，礦石中钕的粉紅色有时会主导該稀土矿物的呈色，代表性的例子包括玻利维亚拉拉瓜锡矿床的独居石晶体、加拿大魁北克省聖希萊爾山的碳鍶鈰礦以及美国宾夕法尼亚州北安普敦县下索肯镇的鑭石等。与摻有钕離子的玻璃一样，这些含釹矿物在不同的光照条件下也会改变颜色。钕的可見光吸收光譜与水银灯的发射光谱相互作用，未经过滤的短波紫外线使含钕矿物反射出独特的绿色，此現象可以在含有独居石沙或含氟碳铈矿的矿石中观察到。
釹是輕稀土元素中價值最高、市場最好的。由於人口增長和工業發展，世界對稀土元素（包括釹）和其他關鍵稀有資源的需求量急遽上升。近年來，各國為了達到節能減碳的目標，對電池、高效率馬達、再生能源和燃料電池等節能技術的需求與日俱增。在這些技術中，永磁體常用於製造高效率馬達，其中釹鐵硼磁鐵是目前最主要的永磁體類型，用於混合動力汽車、插電式混合動力車、電動汽車、燃料電池汽車、風力發電機、家用電器、計算機，以及許多小型消費電子產品。現今釹鐵硼磁鐵的市場需求量每年以20%~30%的幅度遞增。為了實現《巴黎協定》的目標，預計未來對釹鐵硼磁體的需求量將繼續大幅增長。

## 应用

### 磁铁

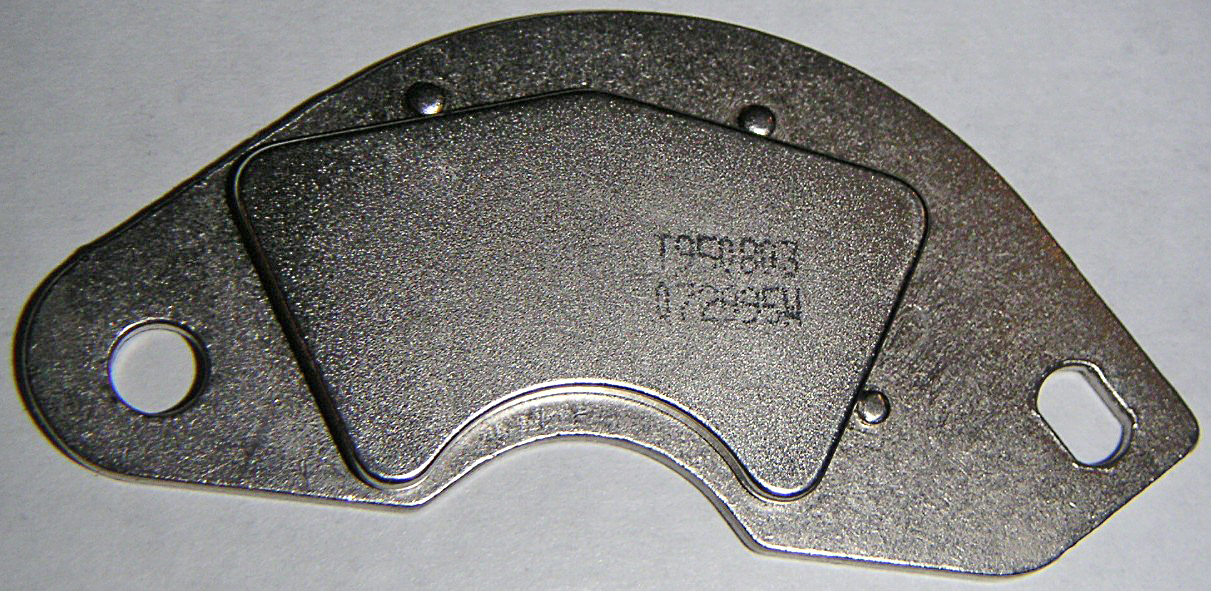
来自硬盘的μ合金支架上的钕磁铁

钕磁铁（实际上是合金，化学式Nd2Fe14B）是已知磁性最强的永久磁铁。几克重的钕磁铁可以举起自身重量一千倍的东西。钕磁铁比钐钴磁铁更便宜、更轻、更坚固。然而，钕磁鐵的性能并非在各个方面都优越，因为钕磁铁容易被腐蚀且在较低温度下会失去磁性，而钐钴磁铁则不会。
钕磁铁應用於麦克风、专业扬声器、入耳式耳机、吉他和低音吉他拾音器等产品中，以及需要低质量、小体积或强磁场的计算机硬盘。添加鏑或铽的耐高溫钕磁铁被用于混合动力汽车和电动汽车的电动机以及某些商业风力涡轮机的发电机（只有带有永磁发电机的风力涡轮机使用钕磁铁）。一輛丰田普瑞斯的驱动电动机需要消耗一公斤（2.2 磅）左右的钕。
2020年，奈梅亨拉德伯德大学和乌普萨拉大学的物理学研究人员宣布，他们在钕的原子结构中观察到了一种称为“自诱导自旋玻璃”的行为。其中一位研究人员解释说，“……我们是扫描隧道显微镜的专家。它使我们能够看到单个原子的结构，让我们可以解析原子的北极和南极。随着高精度成像的这一进步，我们能够发现钕的这种行为，因为我们可以解决磁结构中令人难以置信的微小变化。”钕具有复杂的磁性，这在元素周期表的元素中是前所未有的。

### 激光

离子晶体和玻璃中的钕离子充当激活激光媒质，被外部来源激发的钕离子中的特定原子跃迁通常会发出波长1064nm的光

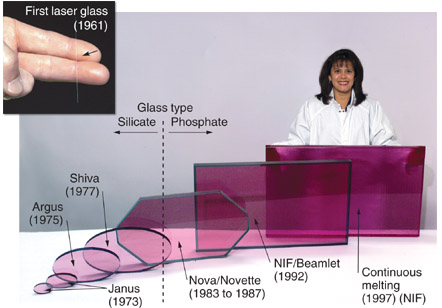
极高功率的激光器中使用的掺钕玻璃板，用于惯性约束聚变。

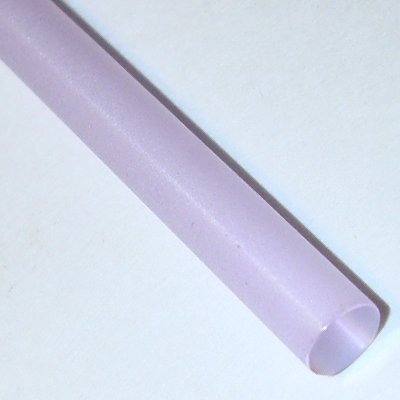
Nd:YAG激光棒

某些摻有少量钕离子的透明材料可用于红外线（波长1054~1064nm）激光器中的激活激光媒质，例如掺钕钇铝石榴石（Nd:YAG）、掺钕氟化钇锂（Nd:YLF）、掺钕正钒酸钇（Nd:YVO4）和钕玻璃等。掺钕晶体（通常为Nd:YVO4）能夠产生高功率的红外线激光束，在商用半导体泵浦固体激光手持激光器和激光笔中转换为绿色激光束。

### 玻璃着色

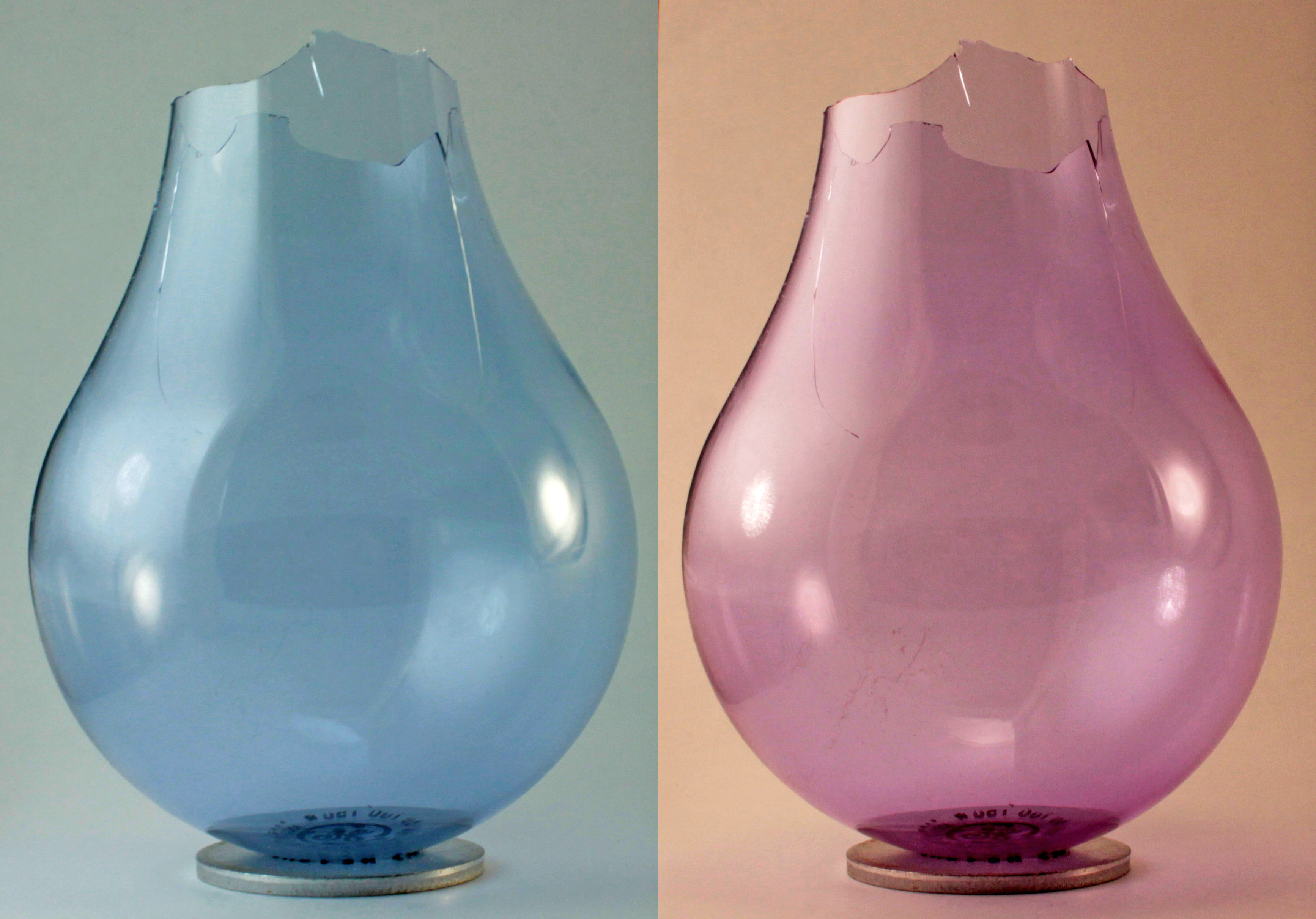
一顆去除了底座和内涂层的钕玻璃灯泡在两种不同类型的光线下的呈色：左侧為日光燈，右侧為白炽灯。

钕玻璃是通过在融化的玻璃中加入氧化钕（Nd2O3）来生产的。在白天或白炽灯光下，钕玻璃通常呈现淡紫色，但在日光灯照明下呈现淡蓝色。钕可为玻璃染上从纯紫色到酒红色和暖灰色的微妙色调。
钕狹窄的光譜吸收带使得钕玻璃在不同光照条件下颜色会发生变化。钕玻璃在日光或黄色白炽灯下呈红紫色，在白色荧光下呈蓝色，在三色視覺灯光下呈绿色。这种变色现象受到收藏家的高度评价。將其和金或硒混合，可以产生红色。由于钕的着色依赖于原子内部深处的 f-f 跃迁禁制，因此化学环境对颜色的影响相对较小，颜色不受玻璃热史的影响。然而，为了获得最佳颜色，需要尽量减少用于制造玻璃的二氧化硅中含有的铁杂质。f-f跃迁的相同禁止性质使得稀土元素的著色强度低于大多数过渡元素提供的着色，因此必须在玻璃中使用更多的稀土元素才能达到所需的颜色强度。最初Moser的配方在玻璃熔体中使用了大约5%的氧化钕，这个数量足以让Moser将这些称为“稀土掺杂”玻璃。作为强碱，钕的含量会影响玻璃的熔化性能，因此玻璃中的氧化钙含量可能必须做出相应的调整。
透过钕玻璃的光线显示出异常狹窄的吸收带。这些玻璃用于天文工作以产生清晰的吸收带，而谱线可以通过这些吸收带进行校准。钕玻璃的另一个应用是建造选择性天文过滤器，以减少钠和日光灯照明造成的光污染影响，同时通过其他颜色，尤其是来自星云的深红色的H-α谱线。钕还用于去除由玻璃中的铁杂质引起的绿色。

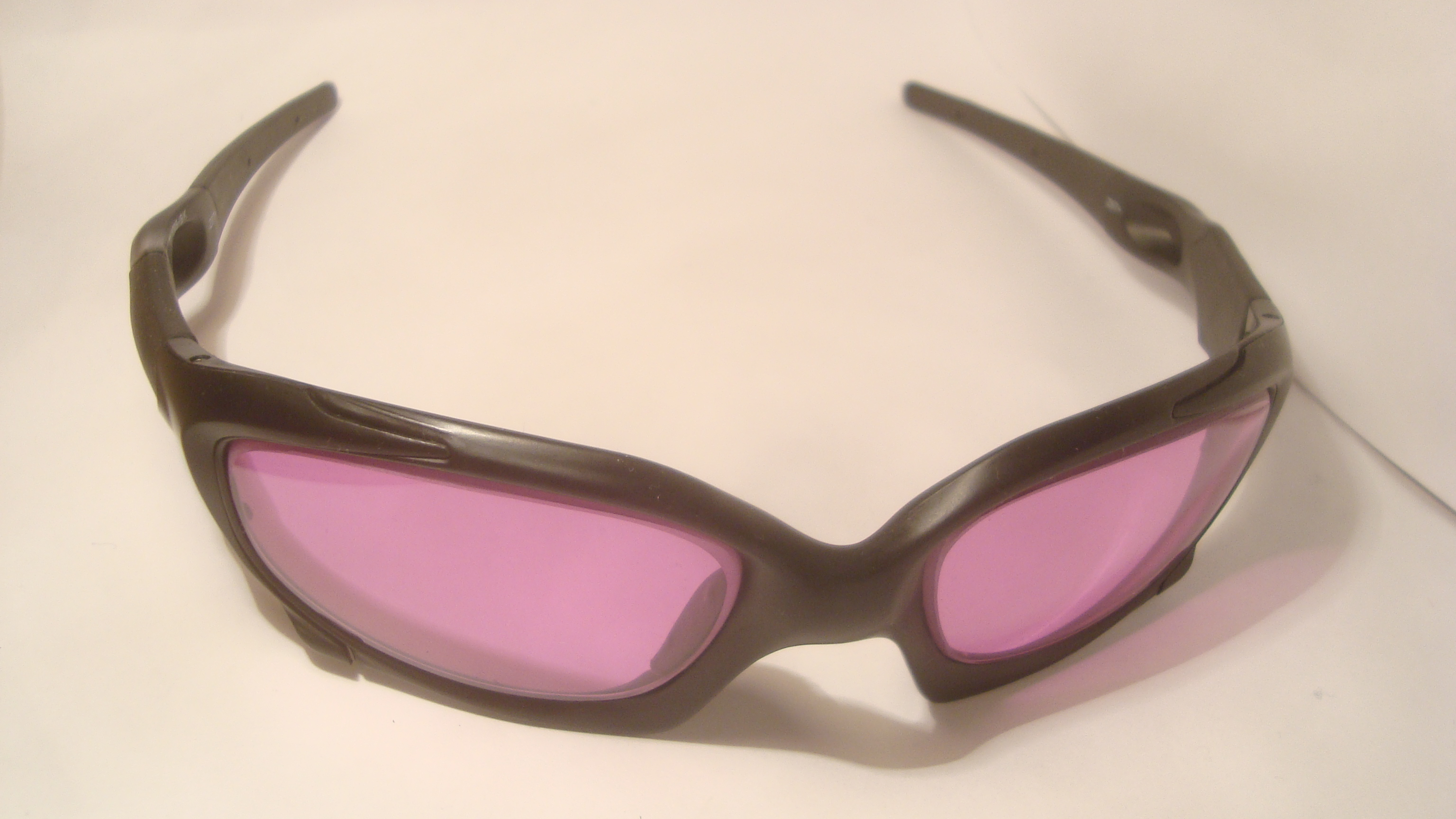
didymium玻璃眼镜

钕和镨的混合物didymium亦被用于给玻璃着色，制造焊工和吹玻璃工的护目镜。它狹窄的吸收带過濾了589nm处的钠燃燒强光谱线。它也可以吸收578nm处的黄色汞谱线，这是在传统白色日光灯的照射下钕玻璃顯現為为蓝色的主要原因。钕和didymium玻璃還用于室内摄影的滤光鏡，特别是用于滤除白炽灯的黄色调，使得畫面中的色彩更鮮豔醒目。同样的，钕玻璃也越来越广泛地用于白炽灯，这些灯的玻璃中含有钕以滤除黄光，从而产生更像阳光的白光。據報導，didymium鏡子在第一次世界大戰期間被用於在戰場上傳輸摩斯電碼。与它在玻璃中的应用类似，钕盐也用作琺瑯的着色剂。

### 乙酸鈾醯替代品
乙酸鈾醯在數十年來一直是穿透式電子顯微鏡中的標準負染色劑之一。然而，由於其具有微放射性和高毒性，乙酸鈾醯的使用越來越受到政府法規的阻礙。
在元素週期表中，因為釹位於鈾的上方，依照元素週期律，釹是化學性質和鈾最為相近的鑭系元素。因此在與超薄切片中的組織結合方面，釹和鈾的乙酸鹽表現的化學性質非常相似，在影像上產生的對比度也十分相近。

### 其他用途
- 钕在液氦温度下具有异常大的比热容量，因此可用于低温冷却器（英语：Cryocooler）。[52]
- 可能由于和Ca2+性質类似，Nd3+被报告[53]可以促进植物生长。稀土元素化合物在中國經常用作肥料。[54]
- 钐钕测年法（英语：Samarium–neodymium dating）可用于确定岩石[55]和陨石[56]的年龄。
- 海洋沉积物中的钕同位素用于重建过去海洋环流的变化。[57][58]

## 生物作用
如同其他稀土元素，釹在人體內沒有已知的生物作用。
輕鑭系元素對於火山泥溫泉中的嗜甲烷菌（如Methylacidiphilum fumariolicum）至關重要，是其體內甲醇脫氫酶的重要輔助因子。由於輕鑭系元素間彼此化學性質的高度相似性，菌體內的鑭、鈰、鐠和釹可以相互取代而不會對菌體產生任何不良影響。若以釤、銪或釓等質量稍重的鑭系元素取代，除了使它們生長緩慢外亦沒有其他副作用。除了Methylacidiphilum fumariolicum外，目前沒有發現釹在其他生物體中發揮任何生物學作用。

## 危险性
金属钕的粉尘是可燃的，会引起爆炸。钕化合物和所有镧系元素化合物一样，具有中低毒性。然而，其毒性尚未得到彻底调查。钕粉尘和盐对眼睛和粘膜有很强的刺激性，对皮肤有中度刺激性。吸入钕粉尘会造成肺栓塞，累积接触会损害肝脏。钕也可作为抗凝剂，尤其是静脉注射时。
钕磁铁已经过医疗用途的测试，例如磁性支架和骨骼修复，但生物相容性阻碍了其广泛应用。可商购的钕磁铁的磁性很强，在远处时仍可相互吸引。如果不小心，它们就会迅速并有力地吸引，造成受伤。曾有人使用两个钕磁铁从50厘米远的地方相互吸引，結果直接夹断他的手指。
强力钕磁铁的另一危害是当摄入不止一个钕磁铁时，它们会相互吸引并夹伤胃肠道中的软组织。这导致约1700次急诊室就诊和钕磁铁玩具的召回。

## 外部連結
- 元素钕在洛斯阿拉莫斯国家实验室的介紹（英文）
- —— 钕（英文）
- 元素钕在The Periodic Table of Videos（諾丁漢大學）的介紹（英文）
- 元素钕在Peter van der Krogt elements site的介紹（英文）
- WebElements.com – 钕（英文）
- "Neodymium(Revised)". Retrieved 2019-04-17. Neodymium Oxidation states & Compounds